# Aed Abu Amro
Aed Abu Amro (en árabe: عائد أبو عمرو‎) es un activista palestino de Zeitoun, Gaza. En 2018, una foto de él lanzando una piedra durante la protesta de la Gran Marcha del Retorno contra el bloqueo israelí, tomada por el fotoperiodista Mustafa Hassona el 22 de octubre de 2018, se volvió viral y se convirtió en un símbolo de la resistencia palestina La fotografía ha sido comparada con la pintura revolucionaria francesa de 1830 La Libertad guiando al pueblo

## Antecedentes

### Bloqueo israelí en Gaza
El bloqueo de la Franja de Gaza es un bloqueo terrestre, aéreo y marítimo impuesto por Israel y Egipto desde 2007, que ha limitado severamente el movimiento de personas y bienes dentro y fuera del territorio, dando lugar a una crisis humanitaria que ha tenido un impacto devastador en la población gazatí. El bloqueo ha sido objeto de críticas internacionales y ha sido condenado por numerosas organizaciones de derechos humanos por sus efectos perjudiciales para la población civil. El bloqueo también ha sido una fuente importante de tensión entre Israel y los palestinos y ha contribuido a los conflictos actuales en la región. 
Aed Abu Amro, activista palestino de Zeitoun, en la Franja de Gaza, participaba regularmente en las protestas semanales de la Gran Marcha del Retorno, que comenzaron en 2018 y exigían el fin del bloqueo israelí a Gaza y el derecho de los refugiados palestinos a regresar a sus hogares ancestrales.

## Fotografía

La Libertad guiando al pueblo, una pintura francesa que celebra la Revolución de julio de 1830, ha sido comparada con la fotografía de Amro realizada por Hassona.

Abu Amro fue fotografiado por el corresponsal de la agencia Anadolu, Mustafa Hassona, durante la protesta de la Gran Marcha del Retorno en Gaza el 22 de octubre de 2018, y la imagen se volvió viral poco después de su creación. La imagen muestra a Amro con el torso desnudo, sosteniendo una bandera palestina en una mano, mientras con la otra agita una honda por encima de su cabeza. Parece estar de pie frente a una nube de humo, y la intensidad de su mirada y la determinación de su postura han hecho de la foto un símbolo icónico de la lucha palestina por la libertad y la justicia.
La foto ha sido comparada con La Libertad Guiando al Pueblo del pintor francés Eugène Delacroix, que representa alegóricamente la Revolución de Julio de 1830 que derrocó al rey Carlos X. Algunos interpretaron las imágenes como una representación de un relato bíblico de David contra Goliat, mientras que otros consideraron que la representación era una celebración de la violencia, ya que algunos informes se han referido a Abu Amro como un "extremista palestino" y lo han vinculado a los disturbios en la frontera entre Gaza e Israel. Un comentarista dijo que la opresión de los palestinos no es algo que pueda romantizarse ni verse a través de una lente poética, ya que la realidad de la vida en Gaza es una de constante sufrimiento y pérdida.

## Repercursiones
Según informes, Abu Amro recibió un disparo en la pierna por parte de un francotirador israelí en noviembre de 2018 mientras participaba en una manifestación en apoyo de la Flotilla Futuro Justo para Palestina, que zarpó para desafiar el bloqueo naval de Israel. Se le vio siendo trasladado en camilla por médicos mientras sostenía la bandera palestina y hacía el signo de la paz.
Hassona, que también es de la Franja de Gaza, recibió numerosos premios por la foto, incluido el premio Pictures of the Year International, Sony World Photography Award, Malta International Photo Award, y All About Photo Photographer of the Year. También fue finalista en los LensCulture Visual Storytelling Awards 2019.